# Bethan Forrow
Bethan Forrow (Hatfield, 4 de mayo de 2001) es una deportista británica que compite en piragüismo en la modalidad de eslalon. Ganó una medalla de oro en el Campeonato Mundial de Piragüismo en Eslalon de 2018 y una medalla de oro en el Campeonato Europeo de Piragüismo en Eslalon de 2018, ambas en la prueba de C1 por equipos.

## Palmarés internacional
| Campeonato Mundial | Campeonato Mundial      | Campeonato Mundial | Campeonato Mundial |
| Año                | Lugar                   | Medalla            | Competición        |
| ------------------ | ----------------------- | ------------------ | ------------------ |
| 2018               | Río de Janeiro (Brasil) | Medalla de oro     | C1 por equipos     |
| Campeonato Europeo |                         |                    |                    |
| Año                | Lugar                   | Medalla            | Competición        |
| 2018               | Praga (República Checa) | Medalla de oro     | C1 por equipos     |